# جيش الباسك
جيش الباسك (بالباسكية: Eusko Gudarostea) كان جيش حكومة الباسك خلال الحرب الأهلية الإسبانية. شكله وطنيو واشتراكيو وشيوعيو الباسك بإشراف اللنداكاري خوسيه أنطونيو أغيري بالتنسيق مع جيش الجمهورية الإسبانية الثانية. حارب قوات فرانسيسكو فرانكو خلال 1936 و 1937. واستسلم لفيلق الجنود المتطوعين الإيطالي في سانتونيا (مقاطعة كانتابريا)، استمر ما تبقى من جيش الجمهورية بالقتال حتى 1939. يشار إلى هذا الحدث باسم خيانة سانتونيا من قبل بعض اليساريين الإسبان.